# Monte Carlo (Santa Catarina)
Monte Carlo is een gemeente in de Braziliaanse deelstaat Santa Catarina. De gemeente telt 9.144 inwoners (schatting 2009).